# Pierre Prüm
Pierre Prüm (ur. 9 lipca 1886 w Troisvierges, zm. 1 lutego 1950 w Clervaux) – luksemburski polityk i prawnik. Czternasty premier Luksemburga, sprawujący urząd od 20 marca 1925 roku do 16 lipca 1926 roku.